# IC 3356
IC 3356 ist eine irreguläre Zwerggalaxie mit ausgedehnten Sternentstehungsgebieten vom Hubble-Typ Im im Sternbild Jungfrau nördlich der Ekliptik. Sie ist schätzungsweise 47 Millionen Lichtjahre von der Milchstraße entfernt und hat einen Durchmesser von etwa 20.000 Lichtjahren. Unter der Katalognummer VCC 950 wird sie als Mitglied des Virgo-Galaxienhaufens gelistet.

Im selben Himmelsareal befinden sich u. a. die Galaxien IC 3331, IC 3346, IC 3358, IC 3381.
Das Objekt wurde am 7. Mai 1904 von Royal Harwood Frost entdeckt.